# Ante Brekalo
Ante Brekalo (* 13. Januar 1988 in Split, Kroatien) ist ein deutsch-kroatischer Schauspieler.

## Leben
Ante Brekalo, im ehemaligen Jugoslawien geboren, wuchs in München auf. Im Alter von 13 Jahren ging Brekalo, der bereits als Kind Fußball spielte, zur SpVgg Unterhaching und spielte dort bis zur A-Junioren-Bundesliga als Mittelfeldspieler in verschiedenen deutschen Jugendligen. Nach seinem Abitur wollte er Profi-Fußballer werden, musste jedoch aufgrund von Verletzungen seinen Berufswunsch aufgeben und entschied sich für die Schauspielerei.
Von 2011 bis 2014 absolvierte er seine Schauspielausbildung an der Schauspielschule Schauspiel München. Später besuchte er Seminare und Workshops in Camera Acting, u. a. bei Sebastian Gerold und Gabrielle Scharnitzky. 2014 erhielt er eine Nominierung für den Lore-Bronner-Preis. Während seiner Ausbildung wirkte er in Hauptrollen in mehreren Theaterproduktionen von Schauspiel München mit, wo er u. a. unter der Regie von Mario Andersen, Herbert Fischer und Ercan Karacayli arbeitete. 2015 gastierte er am TamS-Theater in der Uraufführung von Maria Pescheks Die Traumbürgerhochzeit, wo er als Tochter Polli einen „fabelhaften Gegenentwurf zu Conchita Wurst“ verkörperte, und am Akademietheater München. In der Spielzeit 2019/20 war er in der  Jubiläums-Produktion Trotz des großen Erfolgs erneut am TamS-Theater zu sehen.
Seit seinem Abschluss wirkte er auch in verschiedenen Film- und Fernsehproduktionen mit und war Anfang 2020 als „Lockvogel“ in der Unterhaltungssendung Verstehen Sie Spaß? zu sehen. In der 20. Staffel der ZDF-Serie Die Rosenheim-Cops (2021) übernahm er eine Episodenhauptrolle als tatverdächtiger Handyladen-Mitinhaber Adrian Ramp. Im 90-minütigen „Winterspecial“ der ZDF-Serie Die Rosenheim-Cops, das im Dezember 2021 erstausgestrahlt wurde, wirkte Brekalo in einer Nebenrolle als Yoga-Lehrer Jerome Persson ebenfalls mit. In der 24. Staffel der ZDF-Serie Die Rosenheim-Cops (2024) hatte er eine weitere Episodenrolle, diesmal als tatverdächtiger Versicherungsvertreter Xaver Terzel.
Brekalo, der außerdem als Synchronsprecher und Werbedarsteller tätig ist, lebt in München.

## Filmografie (Auswahl)
- 2013: Bully macht Buddy (Fernsehserie, zwei Folgen)
- 2016: Julian Engel (Kurzfilm)
- 2018: Heimweg (Kurzfilm)
- 2018: Taxi 64 (Kurzfilm)
- 2019: Der Alte: Amalia (Fernsehserie, eine Folge)
- 2020: Verstehen Sie Spaß? (Fernsehsendung, als „Lockvogel“)
- 2021: Die Rosenheim-Cops: Eine Neue für Jo (Fernsehserie, eine Folge)
- 2021: Die Rosenheim-Cops: Mörderische Gesellschaft (Fernsehserie, „Winterspecial“)
- 2023: Hubert ohne Staller: Die verschwundene Leiche (Fernsehserie, eine Folge)
- 2024: Die Rosenheim-Cops: Stadlers Stadlfest (Fernsehserie, eine Folge)